# Xian autonome mandchou de Qingyuan
Pour les articles homonymes, voir Qingyuan (homonymie).
Le xian autonome mandchou de Qingyuan (清原满族自治县 ; pinyin : Qīngyuán mǎnzú Zìzhìxiàn) est un district administratif de la province du Liaoning en Chine. Il est placé sous la juridiction de la ville-préfecture de Fushun.

## Démographie
La population du district était de 344 019 habitants en 1999.